# آرنو بیبرشتین

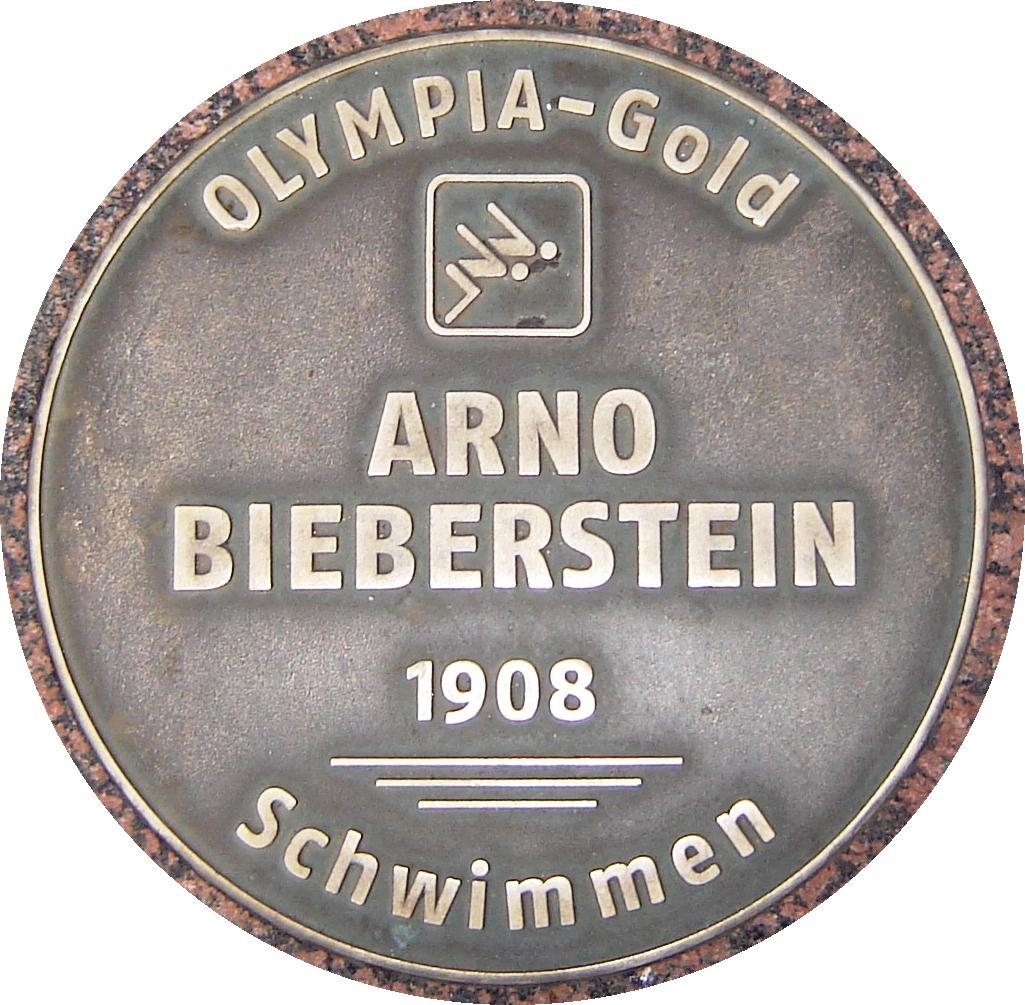
یادبود آرنو بیبرشتین در مادبورگ آلمان - ۲۰۱۳

آرنو بیبرشتین (انگلیسی: Arno Bieberstein) (زاده ۲۴ اکتبر ۱۸۸۴ در ماگدبورگ – درگذشته ۷ ژوئیه ۱۹۱۸ در ماگدبورگ) شناگر اهل کشور آلمان بوده است.
از افتخارات وی می‌توان به کسب مدال طلا شنا ۱۰۰ متر کرال پشت در بازی‌های المپیک تابستانی ۱۹۰۸ اشاره کرد.